# Culey (Meuse)
Culey é uma comuna francesa na região administrativa do Grande Leste, no departamento de Meuse. Estende-se por uma área de 11.02 km², e possui 137 habitantes, segundo o censo de 2018, com uma densidade de 12 hab/km².
Entre 1973 e 2014, formou parte da antiga comuna de Loisey-Culey.